# Mujer sentada (escultura)

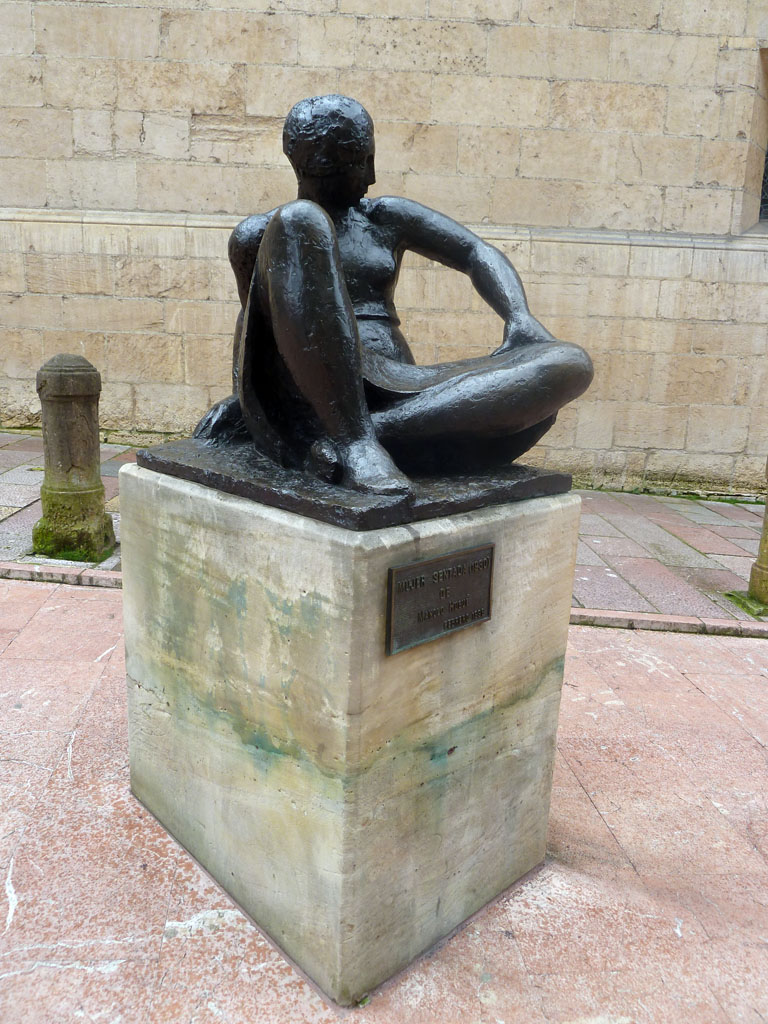
Mujer sentada

La escultura urbana conocida por el nombre Mujer sentada, ubicada en la calle San Francisco, delante del edificio de la vieja Universidad, en la ciudad de Oviedo, Principado de Asturias, España, es una de las más de un centenar que adornan las calles de la mencionada ciudad española.
El paisaje urbano de esta ciudad se ve adornado por obras escultóricas, generalmente monumentos conmemorativos dedicados a personajes de especial relevancia en un primer momento, y más puramente artísticas desde finales del siglo XX.
La escultura, hecha en bronce, es obra de Manuel Martínez Hugué, y está datada en 1996. La escultura está firmada por el autor en 1930, pese a que no fue instalada en su ubicación hasta 1996, colocándose delante del caserón de la Universidad con la finalidad de conmemorar el fin de las obras de remodelación de varias calles del casco histórico y del centro urbano de Oviedo. La obra, se caracteriza por sus formas redondeadas y las texturas rugosas fruto del lenguaje del cincelado del artista.